# Demetrios
Demetrios — The BIG Cynical Adventure (с англ. — «Деметриос - Большое циничное приключение») — приключенческая инди-игра в жанре point-and-click, разработанная независимой французской студией COWCAT Games (он же Фабрис Бретон) для платформ Mac OS X , Microsoft Windows и Linux. Её выход состоялся 31 мая 2016 года, 6 декабря 2016 года - для платформ PlayStation Vita и PlayStation 4 (её изданием в Европе занималась студия Red Sky Games), 3 декабря 2018 года - для Nintendo Switch в цифровом магазине Nintendo eShop, а 14 января 2021 года - в Японии. Отреставрированная версия с 4K-ресурсами и улучшенными цветами была выпущена 8 марта 2022 года для платформы PlayStation 5.

## Сюжет
Однажды ночью Бьёрн Тонен, владелец антикварного магазина в Париже, возвращался пьяным домой и стал жертвой ограбления. Была украдена некая каменная табличка - и тогда Бьёрн начинает собственное расследование, заручившись помощью соседки Сандры и её дочери Каролины. Постепенно Бьёрн понимает, что стал участником весьма сложной и запутанной истории. Он отправляется в вымышленную страну под названием Ного, где ему предстоит узнать всё о табличках и древних легендах о царе Деметриосе. Поиск табличек позволит Бьёрну спасти весь мир.

## Игровой процесс
Игроку нужно решать головоломки и взаимодействовать с интерактивными предметами. Некоторые предметы можно совмещать друг с другом и использовать в определенных местах. Также игрок может взаимодействовать с другими персонажами, разговаривать с ними и показывать им найденные предметы. Путешествие по различным игровым зонам обеспечивает навигационная карта. В каждой нарисованной от руки игровой зоне следует отыскать три печенья.

## Разработка
В 1999-2001 годах Фабрис Бретон уже создал первый прототип игры, который так и не был выпущен. В 2014 году он начал работать над ремейком игры, в октябре 2015 года с помощью краудфандинговой платформы Kickstarter ему удалось собрать 4,245 евро, превзойдя цель кампании в 2,500 евро. Игра была разработана с помощью программы GameMaker: Studio. Игра вдохновлена классическими приключенческими играми вроде Broken Sword, Discworld и Phoenix Wright. Несмотря на то, что игра была разработана французской студией, она была сначала написана на английском языке, а уже позже переведена на французский, испанский, немецкий и итальянский.

## Прием
| Сводный рейтинг | Сводный рейтинг |
| Агрегатор       | Оценка          |
| --------------- | --------------- |
| GameRankings    | 69,10 %         |

Demetrios - The BIG Cynical Adventure получила положительные и смешанные отзывы от игровых критиков, в результате чего её средний балл на Metacritic составил 72 балла из 100 на основе 14 обзоров. Портал COGconnected назвал игру «Необычной игрой в жанре point-and-click с идеальным сочетанием умного, взрослого и попсового юмора, которая рассказывает освежающе новую историю, не впадая при этом в фарс ради юмора». Немецкий портал Adventure-Treff похвалил немецкую локализацию, заявив, что тексты игры похожи на визуальные новеллы, однако раскритиковал её за отсутствие озвучки. Игровой сайт JustAdventure выдал игре оценку «B» и сказал: «В игре достаточно разнообразия, чтобы удержать интерес большинства игроков».